# تايشت
تايشت (بالروسية: Тайшет) هي إحدى مدن روسيا في الكيان الفدرالي الروسي إركوتسك أوبلاست.

## المناخ
يظهر الجدول التالي التغييرات المناخية على مدار السنة لتايشت:
| البيانات المناخية لـتايشت          | البيانات المناخية لـتايشت | البيانات المناخية لـتايشت | البيانات المناخية لـتايشت | البيانات المناخية لـتايشت | البيانات المناخية لـتايشت | البيانات المناخية لـتايشت | البيانات المناخية لـتايشت | البيانات المناخية لـتايشت | البيانات المناخية لـتايشت | البيانات المناخية لـتايشت | البيانات المناخية لـتايشت | البيانات المناخية لـتايشت | البيانات المناخية لـتايشت |
| الشهر                              | يناير                     | فبراير                    | مارس                      | أبريل                     | مايو                      | يونيو                     | يوليو                     | أغسطس                     | سبتمبر                    | أكتوبر                    | نوفمبر                    | ديسمبر                    | المعدل السنوي             |
| ---------------------------------- | ------------------------- | ------------------------- | ------------------------- | ------------------------- | ------------------------- | ------------------------- | ------------------------- | ------------------------- | ------------------------- | ------------------------- | ------------------------- | ------------------------- | ------------------------- |
| الدرجة القصوى °م (°ف)              | 6.9 (44.4)                | 9.9 (49.8)                | 17.0 (62.6)               | 27.8 (82.0)               | 33.6 (92.5)               | 36.2 (97.2)               | 36.3 (97.3)               | 35.7 (96.3)               | 32.3 (90.1)               | 24.6 (76.3)               | 13.9 (57.0)               | 9.0 (48.2)                | 36.3 (97.3)               |
| متوسط درجة الحرارة الكبرى °م (°ف)  | −13.9 (7.0)               | −10.0 (14.0)              | −1.6 (29.1)               | 6.9 (44.4)                | 15.7 (60.3)               | 22.7 (72.9)               | 24.7 (76.5)               | 21.5 (70.7)               | 14.5 (58.1)               | 5.6 (42.1)                | −5.3 (22.5)               | −12.7 (9.1)               | 5.8 (42.4)                |
| المتوسط اليومي °م (°ف)             | −18.9 (−2.0)              | −16.2 (2.8)               | −8.1 (17.4)               | 1.2 (34.2)                | 9.0 (48.2)                | 15.9 (60.6)               | 18.4 (65.1)               | 15.2 (59.4)               | 8.3 (46.9)                | 0.6 (33.1)                | −9.8 (14.4)               | −17.3 (0.9)               | 0.0 (32.0)                |
| متوسط درجة الحرارة الصغرى °م (°ف)  | −24.0 (−11.2)             | −22.0 (−7.6)              | −14.3 (6.3)               | −3.8 (25.2)               | 2.5 (36.5)                | 9.0 (48.2)                | 11.8 (53.2)               | 9.2 (48.6)                | 3.2 (37.8)                | −3.5 (25.7)               | −14.1 (6.6)               | −22.1 (−7.8)              | −5.5 (22.1)               |
| أدنى درجة حرارة °م (°ف)            | −50.0 (−58.0)             | −47.8 (−54.0)             | −41.8 (−43.2)             | −28.5 (−19.3)             | −10.3 (13.5)              | −5.3 (22.5)               | −0.5 (31.1)               | −3.9 (25.0)               | −10.2 (13.6)              | −32.6 (−26.7)             | −47.2 (−53.0)             | −48.9 (−56.0)             | −50.0 (−58.0)             |
| الهطول مم (إنش)                    | 28.7 (1.13)               | 21.8 (0.86)               | 21.6 (0.85)               | 37.3 (1.47)               | 60.4 (2.38)               | 45.5 (1.79)               | 55.7 (2.19)               | 70.5 (2.78)               | 43.3 (1.70)               | 45.7 (1.80)               | 30.0 (1.18)               | 23.6 (0.93)               | 484.1 (19.06)             |
| متوسط أيام هطول الأمطار (≥ 0.1 mm) | 20.6                      | 18.1                      | 16.2                      | 13.9                      | 13.0                      | 11.5                      | 10.9                      | 12.2                      | 13.9                      | 18.4                      | 20.7                      | 21.4                      | 190.8                     |
| متوسط الرطوبة النسبية (%)          | 79.9                      | 75.6                      | 66.8                      | 61.0                      | 56.9                      | 67.0                      | 74.0                      | 76.7                      | 73.7                      | 74.6                      | 78.2                      | 80.9                      | 72.1                      |
| ساعات سطوع الشمس الشهرية           | 71.3                      | 120.4                     | 189.1                     | 228.0                     | 279.0                     | 294.0                     | 300.7                     | 260.4                     | 171.0                     | 105.4                     | 75.0                      | 58.9                      | 2٬153٫2                   |
| المصدر: climatebase.ru             |                           |                           |                           |                           |                           |                           |                           |                           |                           |                           |                           |                           |                           |